# Графство Шаумбург
Графството Шаумбург (на немски: Grafschaft Schaumburg) е територия на Свещената Римска империя в Долна Саксония, Германия от 1110 до 1640 г.
Графството се управлява от графовете на Шауенбург и Холщайн и по-късно от ок. 1480 г. от Шауенбург става Шаумбург. Резиденцията е в замък Шауенбург (Шауенбург 1106 – 1485) на Везер, построен от Адолф II, който веднага се нарича едлер фон Шаумбург. През 1640 г. с граф Ото V фон Шаумбург измира главната линия на Шаумбургите. Графството е разделено между Брауншвайг-Люнебург, и графовете на Липе и ландграфство Хесен-Касел.

- Княжество Шаумбург-Липе и Графство Шаумбург (1866)
- Замък Шаумбург на Везер